# Allerslev (Vordingborg Kommune)
 For alternative betydninger, se Allerslev. (Se også artikler, som begynder med Allerslev)
Allerslev er en by på Sydsjælland med 241 indbyggere  (2024), beliggende 5 km syd for Præstø, 28 km sydøst for Næstved og 13 km nordøst for Vordingborg. Byen hører til Vordingborg Kommune og ligger i Region Sjælland. I 1970-2006 hørte byen til Præstø Kommune.
Allerslev hører til Allerslev Sogn, og Allerslev Kirke ligger i byen.

## Historie
Allerslev nævnes første gang i 1263 som Alffuersløff. Forleddet er genitiv af personnavnet Alvar, Endelsen er -lev (-løv).

### Landsbyen
Allerslev landsby bestod i 1682 af 22 gårde. Det samlede dyrkede areal udgjorde 441,6 tønder land, skyldsat til 94,21 tønder hartkorn. Dyrkningsformen var trevangsbrug.
Allerslev kom til at indgå i Vordingborg Rytterdistrikt 1718-1768. Antallet af rytterbønder lå på 13-14.
I 1898 beskrives Allerslev således: "Allerslev (gml. Form Aluersleff, Alwersløff), ved Landevejen, med Kirke, Skole og Kro;" Målebordsbladene viser desuden smedje, fattighus og mejeri. Det høje målebordsblad bruger stavemåden Alverslev.

### Stationsbyen
Allerslev fik jernbanestation på Næstved-Præstø-Mern Banen (1913-61). Stationsbygningen er bevaret på Mønvej 128 med en tilbygget vinkel og ombygget 1. sal.
Nogen nævneværdig byudvikling skete ikke: endnu i 1960 opgjordes indbyggertallet til 276.

### Genforeningssten
Hvor Rekkendevej udmunder i Mønvej, står en sten der blev afsløret 9. december 1920 til minde om Genforeningen i 1920.